# Gasfabriek (Sneek)
De Sneker Gasfabriek is een voormalige gasfabriek in de Nederlandse stad Sneek.

## 1859 - 1905
De gasfabriek werd op 1 oktober 1859 in gebruik genomen op het huidige Martiniplein. Op het 16 are grote terrein stonden een stokerij met vier ovens, een kolenmagazijn, een condensor, een wasbak, drie kalkkisten, twee gemetselde (en geteerde) gashouders en diverse pijpen en schoorstenen. De eerste directeur van de fabriek was de Sneker architect Albert Breunissen Troost. Na zijn overlijden in 1900 werd hij  opgevolgd door Nan de Boer, die daarvoor directeur van de gasfabriek in Assen was. Na enkele uitbreidingen werd in de raadsvergadering van 13 april 1901 besloten tot nieuwbouw aan de Almastraat, omdat de fabriek een tekort aan capaciteit en ruimte kende.

## Vanaf 1905
In 1905 werd Gasfabriek Geeuwdal in gebruik genomen aan de Almastraat. De steenkool voor de fabriek werd per boot via de Geeuw aangevoerd en werd met een portaalkraan gelost in de kolenbunker. Het complex bestond uit een gashouder, een zuiveringshuis, opslagloodsen en een monumentaal kantoorpand in Hollandse neorenaissance stijl (ontworpen door Johannes Philippus Hogendijk). Door de boringen naar Gronings aardgas in de jaren 60 raakte de rol van gasfabrieken uitgespeeld en werd ook in Sneek de gasfabriek gesloten. De meeste gebouwen op het terrein werden in 1987 gesloopt. Alleen het zuiveringshuis en de gashouder herinneren nog aan de fabriek. De opvallende ronde gashouder, bestaande uit stalen platen, kreeg later de functie van waterreservoir. Op een deel van het voormalige Gasfabriek-terrein werd in 1990 het politiebureau gebouwd, dit werd in 2011 gesloten en is tegenwoordig een kantoorgebouw. In januari 2010 werd het plan gepresenteerd om de gashouder om te bouwen tot kantoor. De gashouder is in 17 weken vernieuwbouwd tot duurzaam kantoorgebouw en sinds 23 december 2013 in gebruik genomen als het clubhuis van internetbureau Snakeware.